# Thibaut Courtois
Thibaut Courtois (teljes nevén: Thibaut Nicolas Marc Courtois) (Bree, Belgium, 1992. május 11. –) belga válogatott labdarúgó, a spanyol Real Madrid kapusa.

## Pályafutása

### Klubcsapatokban

#### Fiatal évei
Courtois a Bilzen V.V.-ben hátvédként kezdte karrierjét. 1999-ben csatlakozott a Racing Genthez 7 évesen, itt csináltak kapust belőle.

#### Genk
2009. április 17-én a KAA Gent ellen debütált a Jupiler Pro Leagueben, 16 évesen. A 2010–11-es szezonban 40 mérkőzésen állt a kapuban és 11 meccsen maradt érintetlen a hálója. Bajnok lett a Genkkel és a legjobb kapus a belga bajnokságban.

#### Chelsea
2011. július 16-án bejelentették, hogy 9.000.000 euróért a Chelsea csapatába igazolt 5 évre, a Manchester City, a Tottenham, az Atlético és a Schalke is vitte volna. 2014-ben visszarendelte a Chelsea.

#### Atlético Madrid
2011. július 22-én a spanyol Atlético Madrid csapatába került kölcsönben. Első mérkőzését az Európa Ligában játszotta a Guimares ellen, a spanyol bajnokságban pedig az Osasuna ellen debütált, 0–0-ra végződött a mérkőzés. Courtois lett az első számú kapus Sergio Asenjo helyett, ugyanis az első 6 mérkőzésén négyszer nem kapott gólt. 2011. november 26-án megkapta első piros lapját a Real Madrid ellen, ezt a mérkőzést az Atlético Madrid 4–1-re elveszítette. A Matracosok bejutottak 2012-ben az Európa-liga döntőjébe, amit meg is nyertek az Athletic Bilbao ellen 3–0-ra.
Courtois a 2012–13-as szezonban is az Atlético Madridban volt kölcsönben. Megnyerték az Európai szuperkupát, a Chelsea-t 4–1-re verték. Később 820 percig nem kapott gólt, a széria a Real Sociedad elleni 1–0-ra elveszített mérkőzésen fejeződött be. Az Atlético megnyerte a spanyol Király-kupát a Real Madrid ellen, Courtois-t a mérkőzés legjobbjának választották.
Később további 12 hónapra, a 2013–14-es szezonra kölcsönadását meghosszabbították az Atleticónak. A Bajnokok Ligája elődöntőjében az Atléticót összesorsolták a Chelsea-vel, és a hírek szerint kölcsönszerződésének volt egy olyan záradéka, hogy amennyiben pályára lép az angol klub ellen a spanyolok kötelesek további 3 millió eurót fizetni, de ezt a madridi egyesület nem engedhette meg magának. Az UEFA felülvizsgálva az esetet ezt a záradékot "semmisnek" nyilvánította, így Courtois minden további nélkül pályára léphetett. Az idény végén ő kapta a legkevesebb gólt a mérkőzések átlagát tekintve, ennek köszönhetően megkapta a "Ricardo Zamora-trófeát" és hozzájárult az Atlético Madrid bajnoki elsőségéhez, amely 1996 óta az első volt. Emellett jelölve lett a "La Liga év kapusa-díjat" Willy Caballero és Keylor Navas mellett, amelyet végül utóbbi hódított el. A BL-döntőt a "Matracosok" végül elbukták 1–4 arányban a városi rivális Real Madrid ellen május 24-én a portugáliai Lisszabonban.

#### Visszatérés – Chelsea
2014 júniusában a Chelsea-t akkor irányító José Mourinho vezetőedző bejelentette, hogy a belga hálóőr visszatér Londonba. A 13-as mezszámot kapta meg, amelyet előtte utoljára Victor Moses viselt. A Premier League első fordulójában ő kezdett a Burnley ellen, Petr Čech helyett. A második felvonáson is ő állt a kapuban a Leicester City elleni 2–0-s hazai győzelem során. 2014. szeptember 11-én Courtois új, ötéves szerződést írt alá a Chelsea-vel, így 2019-ig marad a klubnál. Az Arsenal ellen fejsérülést szenvedett, amikor ütközött Alexis Sánchezzel. Lecserélték és kórházba szállították. Kisebb műtétet végeztek el az egyik fülén, de még aznap éjjel kiengedték.
2015. március 1-jén elnyerte élete első trófeáját a Chelsea mezében, amikor a Ligakupa döntőjében 2–0-ra legyőzték a Tottenham Hotspurt, annak ellenére, hogy itt Čech játszott helyette.
2015. augusztus 2-án az új szezont azzal nyitotta, hogy a Szuperkupában végig a pályán volt az Arsenal ellen 1–0-ra elveszített összecsapáson. Hat nappal később a Swansea City ellen kiállították az 52. percben, amikor elütötte az ellenfél játékosát, Bafétimbi Gomis-t. Augusztus 23-án térhetett vissza és kivédte James Morrison büntetőjét a West Bromwich Albion ellen 3–2-re megnyert meccsen. A csapat szeptember 11-i edzésén lábsérülést szenvedett, amit meg kellett operálni, ezek után három hónapot hagyott ki. Április 16-án kiállították a Manchester City otthonában, mivel szabálytalanul akadályozta meg a kapu felé tartó, lőni készülő Fernandinhót. Sergio Agüero végül értékesítette a megítélt büntetőt Asmir Begović ellen. Az incidennsel ő lett az angol élvonal hatodik kapusa, akit ugyanabban a szezonban kétszer is kiállítottak.
2016. augusztus 17-én Courtois minden átigazolási pletykát cáfolt és kijelentette, hogy hosszútávra készül a Chelsea alkalmazásában. Október 1. és november 20. között a Chelsea hat meccsből egyszer sem kapott gólt, melyek mindegyikén Courtois védett. Decemberben pedig négy találkozón produkált hasonlót, ezzel segítve a klubot a karácsony előtti tabella vezetéshez.
2017 áprilisában nem nevezték a Manchester United elleni mérkőzésre, mivel az előtte lévő tréningen bokasérülést szenvedett. Május 12-én újból nem kapott találatot, ellenben a "londoni kékek" 1–0-ra legyőzték a WBA-t, amely liga aranyat és bajnoki címet ért a számukra. Az FA-kupa döntőjében 2–1-re kikaptak az Arsenal csapatától.
Összesen 16 találkozót hozott le kapott gól nélkül, amivel kiérdemelte az Aranykesztyűt.

#### Real Madrid

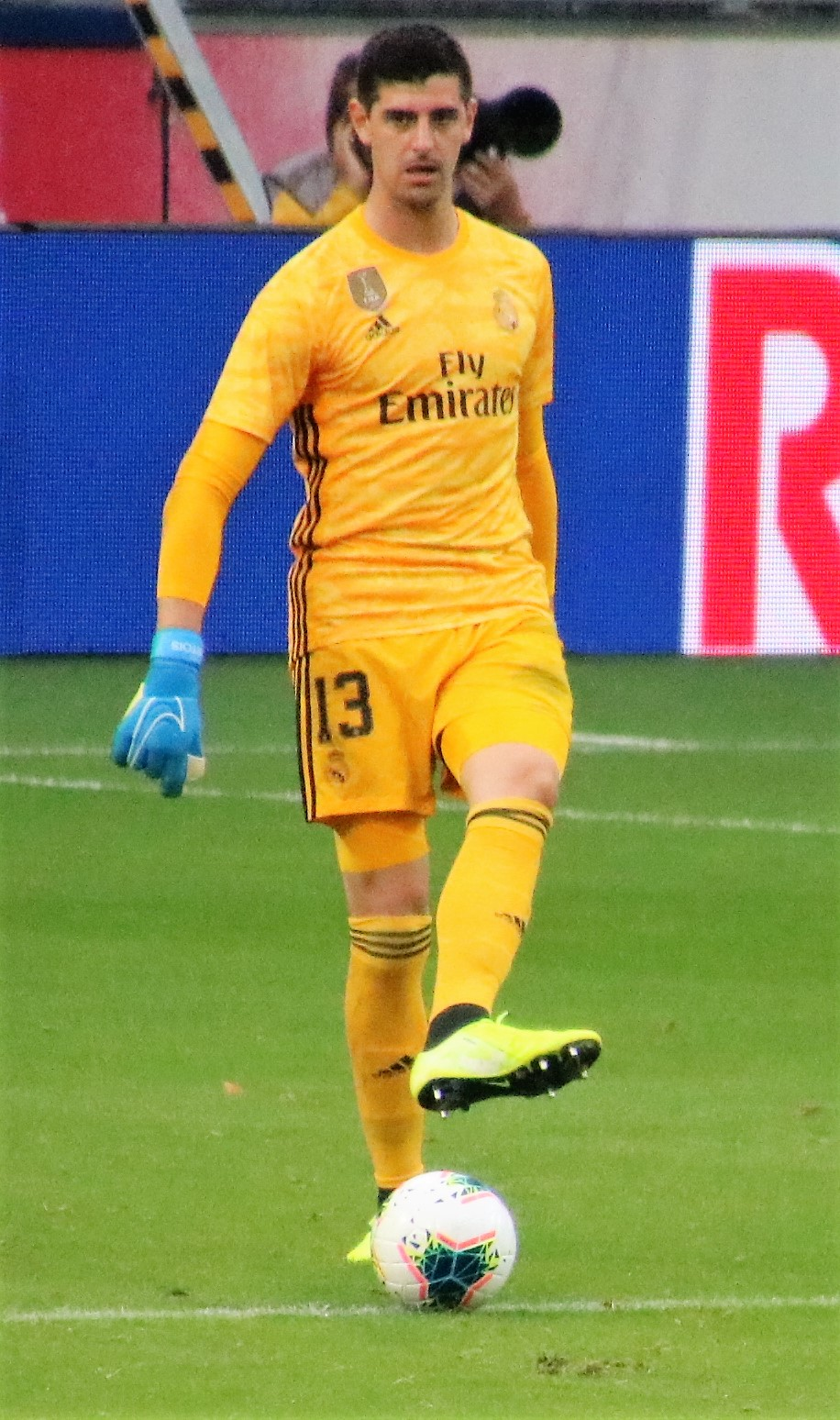
Courtois 2019-ben.

A 2018-as világbajnokságot követően többször megemlítette, hogy szívesen igazolna a Real Madrid CF-hez. A Chelsea viszont bejelentette, hogy nem nem engedik el, amennyiben nem találnak a helyére egy megfelelő pótlást. Courtois ezért nem járt be a gárda edzéseire és semmilyen eseményen nem jelent meg, hogy felgyorsítsa távozását. Végül 2018. augusztus 8-án a Real bejelentette, hogy hatéves szerződést írtak alá vele. Ezt egy nappal később a Chelsea is megerősítette, hogy 35 millió font ellenében Courtois hivatalosan is távozott.
Szeptember 1-jén debütált Madridban, ahol a Leganés felett arattak 4–1-es győzelmet.
2020. január 12-én a két madridi sportcsapat mérkőzött meg a spanyol szuperkupában. Tizenegyespárbaj után a Real diadalmaskodott, amivel összességében a 11. Supercopa de España-sikert könyvelhette el. Július 5-én az Athletic Bilbao ellen 17. tiszta mérkőzését hozta a 2019–20-as La Liga-szezonban, így ő lett az első Real Madrid kapus, aki egyetlen szezonban ezt elérte Francisco Buyo 1994–95-ös meccsei óta. A kiírásban a Real bajnoki címet szerzett. Courtois lett az első játékos, aki mindkét madridi nagycsapattal, az Atléticóval és a Reallal is bajnoki trófeát szerez 1954 és Jose Luis Perez-Paya óta. Pályafutása során harmadjára ítélték oda neki a "Zamora-díjat", mivel 34 összecsapás alatt csak 20 gólt kapott.
2021. augusztus 16-án új, négyéves szerződést írt alá, amely 2026-ig köti a Realhoz. 2022. február 6-án 161. mérkőzésen 100. győzelmét aratta a "királyi gárda" színeiben a Granada elleni 1–0-s győzelem után. A 2021–22-es idényben második spanyol liga aranyát ünnepelhette.
2022. május 28-án a Bajnokok Ligája fináléjának "Legjobb játékosa" lett és összesen 9 alkalommal hárított sikeresen az angol Liverpool ellen 1–0-ra sikeresen megvívott találkozón. Ez a védésszám rekordnak számít a legrangosabb európai kupasorozatban, amióta az Opta nevű elemzőcég 2003–2004-ben elkezdte vezetni a statisztikai rekordokat. a BL-szezon alatt 59-szer védett sikeresen, ez szintén új rekordnak számít.

### A válogatottban
Thibaut Courtois-t először 2011 októberében hívták be a belga válogatott keretébe, debütálására pedig 1 hónappal később került sor Franciaország ellen, így ő lett a legfiatalabb kapus aki játszhatott a nemzeti együttesben. A mérkőzés 0–0-ra végződött.

#### 2014-es világbajnokság
A 2014-es vb kvalifikációja során minden percben a pályán volt, amikor Belgium 2002 óta bejutott az első nagy tornára. A selejtezőkiírás során 10 meccsen 6 gólt kapott. 2014. május 13-án ténylegesen bekerült a tornára utazó keretbe. A belga csapat mind az öt meccsét lejátszotta, kezdve az Algéria elleni 2–1-es győzelemmel Belo Horizontéban. Szintén 1–0-ra nyertek Oroszország és Dél-Korea ellen, amivel részvételi jogot szereztek a negyeddöntőre. 

#### 2016-os Európa-bajnokság
Az összes selejtezőn ott volt, segítve bejuttatni Belgiumot a 2016-os Európa-bajnokságra, ami 16 év után először sikerült. Az utolsó két meccset sérülés miatt ki kellett hagynia. A válogatott bejutott a negyeddöntőbe, ahol annak ellenére kaptak ki Walestől, hogy korán magukhoz ragadták a vezetést. Courtois utalt arra, hogy Marc Wilmots szövetségi kapitány hibás a vereségért és ez volt "pályafutása legnagyobb csalódása".

#### 2018-as világbajnokság

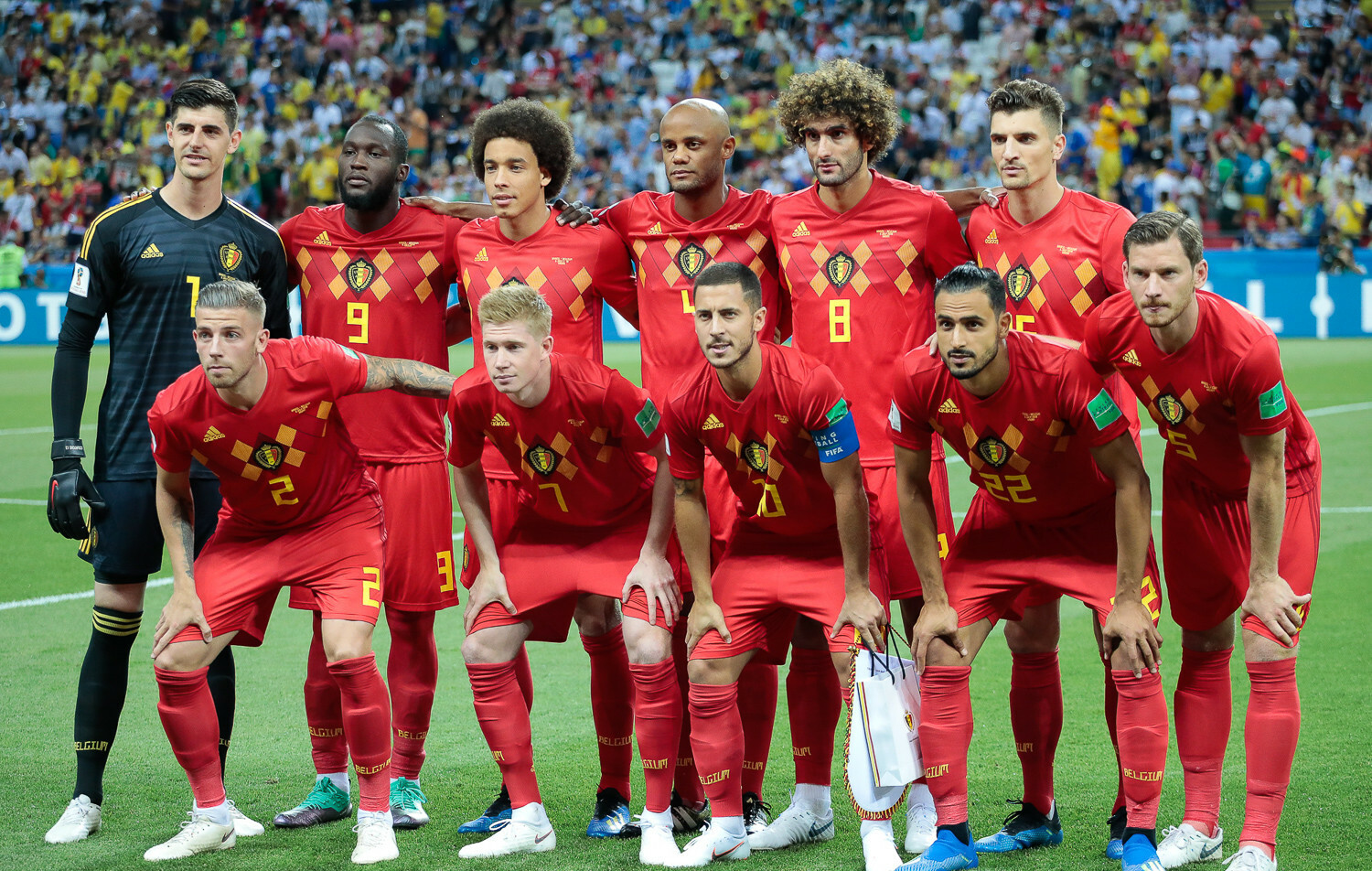
A belga válogatott a 2018-as VB-n.

Beválasztották a végleges, 23 fős keretbe a 2018-as világbajnokságra. A csoportkörben két tiszta meccset hozott Panama és Anglia ellen. Nagy szerepe volt abban, hogy Brazília ellen 2–1-es győzelmet értek el, amellyel Belgium 1986 után először jutott be a világverseny elődöntőjébe. Ott egy gólt kapott a későbbi világbajnok Franciaországtól, szintén csak egyszer vették be kapuját az angolok a bronzmeccsen. A statisztikák alapján 7 pályára lépés alkalmával összesen 27-szer védett, többször, mint bármely más hálóőr. A kiírás végén "Aranykesztyűt" kapott a teljesítményéért.

#### 2020-as Európa-bajnokság
2021. május 17-én részvételt nyert a 2020-ban a koronavírus-világjárvány miatt elhalasztott és 2021-ben megtartott Európa-bajnokságra, ahol csapatát negyeddöntőben állította meg 2–1-re Olaszország.

#### 2022-es világbajnokság és visszavonulás
2022 novemberében újból első számú kapusként kiutazott a 2022-es katari labdarúgó-világbajnokságra. Belgium már az  "F" jelű kvartettben kiesett a 3. helyen egy győzelemmel Kanada, egy vereséggel Marokkó és egy gól nélküli döntetlennel Horvátország ellen december 1-jén, ahol 100. meccsét játszotta Belgium színeiben, így ő lett az első belga kapus, aki elérte ezt a bravúrt.
A 2023–2024-es szezon nagy részében sérüléssel küszködött, aminek következtében Domenico Tedesco belga szövetségi kapitány kihagyta a válogatott keretéből a 2024-es Európa-bajnokságra. A két fél közötti konfliktus egyik indoka az volt, hogy Tedesco nem a kapust nevezte a válogatott csapatkapitányának egy Ausztria elleni selejtezőre. Ezért Courtois úgy döntött 2024 augusztusában, hogy többet nem fog szerepelni a válogatottban.

## Statisztika

### Klubcsapatokban
2025. április 23-án frissítve.
| Klub                      | Szezon           | Bajnokság | Bajnokság | Kupa  | Kupa | Ligakupa | Ligakupa | Európa | Európa | Egyéb | Egyéb | Összesen | Összesen |
| Klub                      | Szezon           | Mérk.     | Gól       | Mérk. | Gól  | Mérk.    | Gól      | Mérk.  | Gól    | Mérk. | Gól   | Mérk.    | Gól      |
| ------------------------- | ---------------- | --------- | --------- | ----- | ---- | -------- | -------- | ------ | ------ | ----- | ----- | -------- | -------- |
| Genk                      | 2008–09          | 1         | 0         | 0     | 0    | —        | —        | —      | —      | —     | —     | 1        | 0        |
| Genk                      | 2009–10          | 0         | 0         | 0     | 0    | —        | —        | 0      | 0      | 0     | 0     | 0        | 0        |
| Genk                      | 2010–11          | 40        | 0         | 1     | 0    | —        | —        | 3      | 0      | —     | —     | 44       | 0        |
| Genk                      | Összesen         | 41        | 0         | 1     | 0    | —        | —        | 3      | 0      | 0     | 0     | 45       | 0        |
| Atlético Madrid (kölcsön) | 2011–12          | 37        | 0         | 0     | 0    | —        | —        | 15     | 0      | —     | —     | 52       | 0        |
| Atlético Madrid (kölcsön) | 2012–13          | 37        | 0         | 8     | 0    | —        | —        | 1      | 0      | —     | —     | 46       | 0        |
| Atlético Madrid (kölcsön) | 2013–14          | 37        | 0         | 5     | 0    | —        | —        | 12     | 0      | 2     | 0     | 56       | 0        |
| Atlético Madrid (kölcsön) | Összesen         | 111       | 0         | 13    | 0    | —        | —        | 28     | 0      | 2     | 0     | 154      | 0        |
| Chelsea                   | 2014–15          | 32        | 0         | 0     | 0    | 2        | 0        | 5      | 0      | —     | —     | 39       | 0        |
| Chelsea                   | 2015–16          | 23        | 0         | 3     | 0    | 0        | 0        | 3      | 0      | 1     | 0     | 30       | 0        |
| Chelsea                   | 2016–17          | 36        | 0         | 3     | 0    | 0        | 0        | —      | —      | —     | —     | 39       | 0        |
| Chelsea                   | 2017–18          | 35        | 0         | 1     | 0    | 1        | 0        | 8      | 0      | 1     | 0     | 46       | 0        |
| Chelsea                   | Összesen         | 126       | 0         | 7     | 0    | 3        | 0        | 16     | 0      | 2     | 0     | 154      | 0        |
| Real Madrid               | 2018–19          | 27        | 0         | 1     | 0    | —        | —        | 5      | 0      | 2     | 0     | 35       | 0        |
| Real Madrid               | 2019–20          | 34        | 0         | 0     | 0    | —        | —        | 7      | 0      | 2     | 0     | 43       | 0        |
| Real Madrid               | 2020–21          | 38        | 0         | 0     | 0    | —        | —        | 12     | 0      | 1     | 0     | 51       | 0        |
| Real Madrid               | 2021–22          | 36        | 0         | 1     | 0    | —        | —        | 13     | 0      | 2     | 0     | 52       | 0        |
| Real Madrid               | 2022–23          | 31        | 0         | 5     | 0    | —        | —        | 10     | 0      | 3     | 0     | 49       | 0        |
| Real Madrid               | 2023-24          | 4         | 0         | 0     | 0    | —        | —        | 1      | 0      | 0     | 0     | 5        | 0        |
| Real Madrid               | 2024–25          | 27        | 0         | 0     | 0    | —        | —        | 12     | 0      | 4     | 0     | 43       | 0        |
| Real Madrid               | Összesen         | 197       | 0         | 7     | 0    | —        | —        | 60     | 0      | 14    | 0     | 278      | 0        |
| Karrier összesen          | Karrier összesen | 475       | 0         | 28    | 0    | 3        | 0        | 106    | 0      | 19    | 0     | 634      | 0        |

1. ↑  Magában foglalja a Belga kupa, a Spanyol kupa és az Angol kupa mérkőzéseket
2. ↑  Magában foglalja az Angol ligakupa mérkőzéseket
3. 1 2  Pályára lépései az Európa-ligában.
4. 1 2  Pályáralépése az Európai szuperkupán.
5. 1 2 3 4 5 6 7 8 9 10  Pályáralépései a Bajnokok ligájában.
6. 1 2 3 4  Pályáralépései a Spanyol szuperkupa.
7. 1 2  Pályáralépése az Angol szuperkupán.
8. ↑  Pályára lépései  a klubvilágbajnokságon

### A válogatottban
2025. március 20-án lett frissítve.
| Belgium  | Belgium | Belgium |
| Év       | Mérk.   | Gólok   |
| -------- | ------- | ------- |
| 2011     | 1       | 0       |
| 2012     | 6       | 0       |
| 2013     | 7       | 0       |
| 2014     | 13      | 0       |
| 2015     | 6       | 0       |
| 2016     | 14      | 0       |
| 2017     | 8       | 0       |
| 2018     | 15      | 0       |
| 2019     | 9       | 0       |
| 2020     | 2       | 0       |
| 2021     | 13      | 0       |
| 2022     | 6       | 0       |
| 2023     | 2       | 0       |
| 2024     | 0       | 0       |
| 2025     | 1       | 0       |
| Összesen | 103     | 0       |

## Sikerei, díjai
Genk
- Belga kupa: 2009
- Belga bajnok: 2010–11

Atlético Madrid
- Spanyol bajnok: 2013-14
- Spanyol kupa: 2012–13
- Európa-liga: 2011–12
- UEFA-szuperkupa: 2012

Chelsea
- Angol bajnok: 2014–15, 2016–17
- Angol ligakupa: 2014–15
- FA kupa: 2018

Real Madrid
- Spanyol bajnok: 2019–20, 2021–22
- Spanyol-Kupa győztes: 2022-23
- FIFA-klubvilágbajnokság: 2018
- Spanyol szuperkupa: 2019–20, 2021–22
- Bajnokok ligája: 2021–22, 2023–24
- UEFA-szuperkupa: 2022, 2024
- FIFA Interkontinentális Kupa: 2024

Egyéni
- Az év kapusa (Belgium): 2010-11
- Az év Genk játékosa: 2010-11
- Az év kapusa (Spanyolország – Ricardo Zamora Trophy): 2013, 2014, 2020
- A La Liga év kapusa: 2013
- A legjobb Belga labdarúgó: 2013
- A 2018-as labdarúgó-világbajnokság legjobb kapusa

- La Liga – A hónap játékosa: 2020 január[85]

## Fordítás
Ez a szócikk részben vagy egészben  a   Thibaut Courtois című német Wikipédia-szócikk fordításán alapul.  Az eredeti cikk szerkesztőit annak laptörténete sorolja fel. Ez a jelzés csupán a megfogalmazás eredetét és a szerzői jogokat jelzi, nem szolgál a cikkben szereplő információk forrásmegjelöléseként.

## Külső hivatkozások
- Thibau Courtois (angol, spanyol nyelven). realmadrid.com
- Thibau Courtois (angol nyelven). atleticodemadrid.com
- Thibau Courtois (angol nyelven). worldfootball.net
- Thibau Courtois (angol nyelven). national-football-teams.com